# Bill Graham (producteur)
Pour les articles homonymes, voir Billy Graham (homonymie) et Graham.
Bill Graham, né le 8 janvier 1931 à Berlin et mort le 25 octobre 1991 à Vallejo, est un promoteur de spectacles et producteur de concerts de rock américain dans les années 1960 et 1970 à San Francisco jusqu'à sa mort en 1991. Il a eu une influence profonde sur la musique rock des États-Unis et du monde entier.

## Biographie

### Jeunesse
Graham est né Wolodia Grajonca le 8 janvier 1931, à Berlin, dernier enfant et seul fils de parents issus de la classe moyenne, Frieda Sass et Yankel Grajonca, qui ont émigré de Russie avant la montée du nazisme. Son père meurt deux jours après sa naissance. Durant son enfance, on lui donna le surnom de Wolfgang.
Face aux dangers croissants qui menacent les Juifs en Allemagne, la mère de Graham place son fils et sa fille cadette, Tolla, dans un orphelinat de Berlin, qui les envoie en France dans un échange pré-Holocauste entre des enfants juifs et des orphelins chrétiens. Les sœurs aînées de Graham, quant à elles, sont restées avec leur mère.
Après la défaite de la France en 1940, Graham fait partie d'un groupe d'orphelins juifs mis à l'abri hors de France, dont certains réussissent à atteindre les États-Unis. Mais la majorité, y compris sa sœur Tolla, ne survit pas au difficile voyage. Il est l'un des Mille Enfants (One Thousand Children), des enfants principalement juifs, qui réussissent à fuir Hitler et l'Europe, et à venir directement en Amérique du Nord, mais dont les parents ont été contraints de rester sur place,. Presque tous les parents des enfants OTC ont été tués par le Reich. La mère de Graham est morte à Auschwitz.

### Adolescence à New York
À dix ans, il s'installe dans un foyer d'accueil à New York où il est élevé par des parents adoptifs.
Graham travaille sur son accent américain pour éviter l'intimidation ou le harcèlement à cause de son accent allemand, et finit par pouvoir parler avec un accent new-yorkais parfait. Il change son nom en « Graham », un nom qu'il a trouvé dans l'annuaire téléphonique, pour sembler plus « américain ». Graham est diplômé de la DeWitt Clinton High School et du City College of New York avec un diplôme de commerce.
Graham est appelé sous les drapeaux des États-Unis en 1951, et sert durant la guerre de Corée où il gagne les décorations Bronze Star et Purple Heart. À son retour aux États-Unis, il travaille en tant que serveur / maître d'hôtel dans les stations de montagne Catskill dans l'État de New York pendant leur heure de gloire.

### Carrière à San Francisco
Au début des années 1960, il s'installe à San Francisco et en 1965, commence à gérer une troupe de théâtre, le San Francisco Mime Troupe. Il organise et promeut des concerts gratuits au Golden Gate Park et ailleurs. Au fur et à mesure, ses activités se transforment en une entreprise rentable et il en fait carrière à temps plein. Il est le parrain de la renaissance musicale des années 1960 à son épicentre, San Francisco. Graham rend célèbre le Fillmore Auditorium et la Winterland Arena, les grandes salles de la scène rock psychédélique et de la contre-culture hippie de Haight-Ashbury à San Francisco. Elles s'avérent être un terrain d'essai pour des groupes de rock et des spectacles de la région de la baie de San Francisco, y compris le Grateful Dead, le Jefferson Airplane et Big Brother and the Holding Company avec Janis Joplin. Graham a une influence profonde dans le développement du rock aux États-Unis et dans le monde entier.
Graham se distingue également pour utiliser les talents d'artistes locaux comme Wes Wilson et Rick Griffin pour la création des affiches psychédéliques pour promouvoir ses concerts. Il fait aussi quelques passages sur les plateaux de cinéma, jouant par exemple dans Apocalypse Now de Francis Ford Coppola.

### Décès
Bill Graham meurt le 25 octobre 1991, quand un hélicoptère dans lequel il est passager s'écrase contre un pylône électrique alors qu'il sort d'un concert. Dix jours plus tard, on monte un concert gratuit à sa mémoire au Golden Gate Park, suivi par trois cent mille spectateurs qui voient, entre autres, les groupes Grateful Dead et Santana.

## Primes et reconnaissance
En 1992, il est élu membre du Rock and Roll Hall of Fame, le Panthéon du Rock.
La salle de spectacles du centre municipal de San Francisco a été renommée Bill Graham Civic Auditorium.

## Liste des concerts
Graham a produit plus d'un millier de concerts. Parmi les plus notables sont :
- 4 février 1966 - le Jefferson Airplane au Fillmore Auditorium
- 25 novembre 1976 - The Last Waltz, concert d'adieu du Band au Winterland